# Cocleorchis
Cocleorchis là một chi thực vật có hoa trong họ, Orchidaceae.